# Schaltbrettunternehmung
Mit dem Begriff Schaltbrettunternehmung bezeichnet man in der Betriebswirtschaftslehre Unternehmen, welche den überwiegenden Teil ihrer Unternehmensaktivitäten ausgelagert haben, das heißt von externen Unternehmen zukaufen, von außen, insbesondere von den Kunden, jedoch als einheitliches, integriertes Unternehmen wahrgenommen werden.

## Wissenschaftliche Definition
Tiberius und Reckenfelderbäumer definieren den Begriff wie folgt: „Eine Schaltbrettunternehmung ist eine fokale Unternehmung in einem strategischen Unternehmensnetzwerk (Wertschöpfungsnetzwerk), die nahezu alle primären wie sekundären Wertschöpfungsaktivitäten bis auf die marktorientierte Unternehmens- bzw. Netzwerksteuerung arbeitsteilig von Subunternehmen bezieht, deren Marktleistung jedoch von den Nachfragern als von einem integrierten Unternehmen erbracht wahrgenommen wird.“

## Begriff
Jonas beschrieb im Jahre 1986 in einem Beitrag in der Zeitschrift International Business Week, wie amerikanische Unternehmen zunehmend ihre Fertigung ins Ausland verlagern, wodurch „hohle Unternehmen“ („hollow corporations“) entstünden. Wilson sieht in seinem Beitrag in derselben Ausgabe der Zeitschrift noch weit darüber hinausgehende Ausgliederungsmöglichkeiten für die von ihm so bezeichnete „postindustrielle Unternehmung“. Sydow (1992, S. 3) schließlich spricht von der „hollow organization“.
In der deutschsprachigen Literatur dominiert heutzutage der Begriff „Schaltbrettunternehmung“, da er wertneutraler und anschaulicher sei. Er wird beispielsweise von Ochsenbauer (1989), Sydow (1992), Weber (1996) und Tiberius/Reckenfelderbäumer (2004) verwendet. Aufgabe der Schaltbrettunternehmung ist es, die übrigen Unternehmen zu koordinieren, also deren Aktivitäten wie auf einem Schaltbrett „zusammenzuschalten“.

## Entstehung
Nach Sydow (1992, S. 162) entstehen Schaltbrettunternehmungen aus vertikal integrierten Unternehmungen, wenn wesentliche Bereiche ausgegliedert werden. Unternehmen können allerdings durchaus auch bereits als „Schaltbrettunternehmungen“ gegründet werden.

## Praxisbeispiele
- Der Sportschuhhersteller Puma beschränkt sich darauf, seine Produkte zu entwickeln und die Strategie für die Marke festzulegen; Produktion und Logistik werden an Subunternehmen ausgelagert.[4]
- Ähnlich verfährt Nike.[4]
- Die Micro Compact Car (MCC) AG, Hersteller des Smart Fortwo, lagert die Montage, Teile der Entwicklung, die Logistik und IT-Dienstleistungen aus. Während bei anderen Herstellern die Fertigungstiefe bei 30 % liegt, beträgt sie bei MCC höchstens 12 %. Vertrieb und Kundenbetreuung werden durch Franchisenehmer übernommen.[4]
- Der Computer-Versandhändler Dell produziert die bestellten Geräte erst nach Eingang der Bestellung; die Komponenten werden fertig von Subunternehmen bezogen.[4] Peripheriegeräte lässt Dell bei anderen Herstellern (etwa Samsung) fertigen und vertreibt sie unter eigener Marke.
- Einige Mobilfunkanbieter (etwa mobilcom und The Phonehouse Telecom) unterhalten keine eigenen Netze, sondern operieren lediglich als Service-Provider für andere Unternehmen. Auch hier werden die Ladengeschäfte oft im Franchise-Verfahren geführt. Ähnlich verhält es sich mit einigen Anbietern im Telefonfestnetz sowie von DSL-Anschlüssen.
- Der Spielwarenhersteller Lewis Galoob Toys, Inc. erzielte 1985 mit etwa 100 Mitarbeitern einen Umsatz von 50 Millionen US-Dollar. Entwicklung, Produktion, Vertrieb, Finanzbuchhaltung und Inkasso sind an externe Unternehmen ausgelagert.[4]